# جاي إرنست ويلكينز جونيور
جاي إرنست ويلكينز جونيور (بالإنجليزية: J. Ernest Wilkins, Jr.)‏ هو رياضياتي ومهندس أمريكي، ولد في 27 نوفمبر 1923 في شيكاغو في الولايات المتحدة، وتوفي في 1 مايو 2011 في فاونتن هيلز في الولايات المتحدة.